# فیودوروفکا (شهرستان اوفیمسکی، باشقیرستان)
فیودوروفکا (انگلیسی: Fyodorovka, Ufimsky District, Republic of Bashkortostan) یک شهرک در شهرستان اوفیمسکی استان باشقیرستان کشور روسیه است.